# Belle-Île (race ovine)
Pour les articles homonymes, voir Belle-Île.
La belle-île est une race ovine française originaire de Bretagne.

## Origine historique
Cette race est issue d'une population de moutons bretons. Au XVIIIe siècle, des reproducteurs achetés en Flandres sont importés pour améliorer la prolificité. Le métissage du mouton des Landes et du mouton Flandrin va donner la race de deux ; ce nom venait des mises-bas très souvent gémellaires. Elle fournit aux fermières de la laine et des agneaux à vendre ou à consommer sur place. L'intensification de l'agriculture bretonne va faire disparaître cette race en même temps que d'autres, comme la vache pie rouge de Carhaix.
Le professeur Malher de l'École nationale vétérinaire de Nantes va redécouvrir par hasard une quinzaine d'individus de cette race sur l'île de Belle-île qui en portera désormais le nom. Elle a été sauvée de la disparition par la mise en place d'un programme de conservation du « Conservatoire des Races Animales en Pays de Loire » (CRAPAL). Leur travail a permis à la population de remonter à 200 brebis en 2007.

## Action de préservation
Un registre généalogique a été ouvert en 1999.
Les brebis reproduisent en pure race. Deux béliers ont vu leur semence congelée. Sur les 200 animaux répertoriés, 160 brebis et 22 béliers sont inscrits au registre.

## Standard de la race
C'est une race de taille moyenne à bonne conformation de musculature. Elle porte une toison souvent blanche mais les individus gris ou bruns ne sont pas rares. Les extrémités sont souvent colorées. La laine est de bonne qualité. La tête ne porte pas de cornes, y compris celle du bélier.

## Aptitudes
Cette race est rustique et supporte bien l'élevage de plein air.  Bien nourrie, elle s'est avérée être une race herbagère, transformant efficacement en viande sa ration de fourrage avec des agneaux précoce. Elle est ainsi principalement élevée pour sa viande et sa laine, fine et serrée.
La brebis est très prolifique avec une gémellité normale, des triplés fréquents et l'existence de quadruplés soit 213 % de prolificité en moyenne. La mère est une excellente laitière et quelques éleveurs ont essayé de la traire avec succès, donnant lieu à un marché local de fromage frais.
Grâce à l'action d'associations de sauvegarde et de l'école vétérinaire de Nantes, on comptait 321 brebis en 2011, nombre en augmentation. Cette race reste pourtant menacée. La majorité des animaux sont élevés par des organismes publics : écomusées, sites touristiques, parcs (ex : parc des Oblates à Nantes), pour l'entretien écologique des sites par l'écopastoralisme.